# Mastacembelus favus
Mastacembelus favus és una espècie de peix pertanyent a la família dels mastacembèlids.

## Descripció
- Fa 70 cm de llargària màxima.
- 33-37 espines i 73-85 radis tous a l'aleta dorsal.
- 71-87 radis tous a l'aleta anal.
- Nombre de vèrtebres: 86-92.[6][7]

## Alimentació
Menja activament durant la nit larves d'insectes bentònics, cucs i matèria vegetal.

## Hàbitat
És un peix d'aigua dolça, demersal i de clima tropical que viu en fons de grava.

## Distribució geogràfica
Es troba a Àsia: Tailàndia i la península de Malaca.

## Costums
S'enterra durant el dia.

## Observacions
És inofensiu per als humans.